# 한국복음주의선교신학회
한국복음주의선교신학회(韓國福音主義宣敎神學會, Korea Evangelical Missiological Society)는 한국복음주의신학회에 소속되어있는 학회로 한국 교회의 세계선교를 위해 학문적 연구와 활동을 수행하고 있다. 학회지로는 등재지인 <복음과 선교>가 일년에 4차례 발행되고 미국신학도서관협회(The American Theological Library Association, ATLA)에 색인되어 있으며, 년 5회 이상의 정기학술대회를 개최한다.

## 임원들
회장	송은섭 박사(해피드리머스)
부회장	윤승범 박사(성결대학교)
총무	황기 박사(침신대학교)
협동총무	권효상 박사(고려신학대학원)
서기	유경하 박사(총신대학교)
회계	전진 박사(침신대학교)
감 사	김승호 박사(한국성서대학교) 최원진 박사(침신대학교)
- 신학발전위원장: 조귀삼 박사(전한세대학교)
- 편집위원장: 구성모 박사(성결대학교)
- 연구윤리위원장: 안희열 박사(침신대학교)
- IC위원장: 하광민 박사(총신대학교)
- 학술연구위원장: 김성욱 박사(총신대학교)

## 학회지 <복음과 선교> 편집임원들
- 편집위원장: 구성모 박사(성결대학교)
- 편집위원: 김광성(주안대), 김승호 (성서대), 안승오(영남신대), 안희열(침신대), 이충웅(김천대), 임기대(전북대), 정세진(한양대), Jeffery Morton, 마원석(Oral Roberts University)

## 역대임원들
| 2024년 |       | 회 장              | 하광민(총신대)         |
| 2024년 |       | 총 무              | 윤승범(성결대)         |
| 2023년 |       | 회 장              | 김성운(고려신학대학원) |
| 2023년 |       | 총 무              | 송은섭(해피드리머스)   |
| |       |                    |                        |
| \| 2018년 \| 회 장 \| 최원진(침신대) \| \| 2018년 \| 총 무 \| 최유석(백석대) \| \| 2017년 \| 회 장 \| 손동신(백석대) \| \| 2017년 \| 총 무 \| 김성민(한세대) \| \| 2016년 \| 회 장 \| 손동신(백석대) \| \| 2016년 \| 총 무 \| 최유석(백석대) \| \| 2015년 \| 회 장 \| 노윤식(성결대) \| \| 2015년 \| 총 무 \| 신경규(고신대) \| \| 2014년 \| 회 장 \| 정흥호(아신대) \| \| 2014년 \| 총 무 \| 김한성(아신대) \| \| 2013년 \| 회 장 \| 김승호(한국성서대) \| \| 2013년 \| 총 무 \| 최원진(침신대) \| \| 2012년 \| 회 장 \| 김성욱(총신대) \| \| 2012년 \| 총 무 \| 김한성(아신대) \| \| 2011년 \| 회 장 \| 안희열(침신대) \| \| 2011년 \| 총 무 \| 김성욱(총신대) \| \| 2010년 \| 회 장 \| 이훈구(서울기독대) \| \| 2010년 \| 총 무 \| 소윤정(서울기독대) \| - 한국복음주의신학회 - 한국기독교학회 - 한국개혁신학회 - 한국복음주의조직신학회 - 한국조직신학회 - 한국장로교신학회 - 한국로잔중앙위원회 - 한국복음주의선교신학회홈페이지 |       |                    |                        |
| 2018년 | 회 장 | 최원진(침신대)     |                        |
| 2018년 | 총 무 | 최유석(백석대)     |                        |
| 2017년 | 회 장 | 손동신(백석대)     |                        |
| 2017년 | 총 무 | 김성민(한세대)     |                        |
| 2016년 | 회 장 | 손동신(백석대)     |                        |
| 2016년 | 총 무 | 최유석(백석대)     |                        |
| 2015년 | 회 장 | 노윤식(성결대)     |                        |
| 2015년 | 총 무 | 신경규(고신대)     |                        |
| 2014년 | 회 장 | 정흥호(아신대)     |                        |
| 2014년 | 총 무 | 김한성(아신대)     |                        |
| 2013년 | 회 장 | 김승호(한국성서대) |                        |
| 2013년 | 총 무 | 최원진(침신대)     |                        |
| 2012년 | 회 장 | 김성욱(총신대)     |                        |
| 2012년 | 총 무 | 김한성(아신대)     |                        |
| 2011년 | 회 장 | 안희열(침신대)     |                        |
| 2011년 | 총 무 | 김성욱(총신대)     |                        |
| 2010년 | 회 장 | 이훈구(서울기독대) |                        |
| 2010년 | 총 무 | 소윤정(서울기독대) |                        |